# عوالق المستنقعات
عوالق المستنقعات أو عوالق أحواض المياه العذبة الكبيرة (الاسم العلمي: Heleoplankton) تعتبر عوالق من عوالق المياه العذبة ولكن تعيش فقط في البرك الكبيرة أو بشكل أكثر دقة أحواض المياه العذبة المتوفرة بكثرة. المنطقة البيئية الوحيدة في البركة هي منطقة الشاطئ. على عكس البحيرة، لا توجد منطقة مياه عميقة ولا توجد منطقة مياه مفتوحة - كأعالي البحار. يتم تغطية السطح السفلي بالكامل بشكل عام بالنباتات المائية الكبيرة. هناك أحواض طبيعية (بحيرات, البرك) وأحواض صناعية (بشرية المنشأ) تستخدم بشكل رئيسي لإنتاج الأسماك.

## أنظر أيضا
- عوالق المياه العذبة
- عوالق الأنهار
- عوالق البرك